# Афакия
Афаки́я (от греч. а — отрицательная частица и phakos — чечевица) — отсутствие хрусталика.

## Этиология
Результат оперативного вмешательства (например, удаления катаракты), тяжёлой травмы, повреждения хрусталика глаза при проникающем ранении глазного яблока.
В редких случаях — врождённая аномалия развития.

## Коррекция
В результате афакии резко нарушается преломляющая сила (рефракция) глаза, снижается острота зрения и утрачивается способность аккомодации.
Возможна и хирургическая коррекция (но с большим риском)  — введение внутрь глаза прозрачной выпуклой линзы из пластмассы, заменяющей оптический эффект хрусталика.